# テニスコート (ユニット)
テニスコート（TENNIS COURT）は日本の演劇ユニットである。自称「新古典派ナンセンスコメディを展開するコントユニット」。

## メンバー
神谷 圭介
- かみや けいすけ。7月30日[2]生まれ。
- 千葉県出身[2]。武蔵野美術大学卒。
- 脚本家、およびイラストレーター。書籍の企画構成、文章執筆のほか構成作家、デザイン、映像制作など多岐にわたり活動。
- イラストレーターとしては『はじめてのトリック野郎』(ポプラ社)、『おとなのおりがみ1・2』（山と溪谷社）、『あたらしいみかんのむきかた1・2』（小学館）を執筆。
- デザイナーとしてはスガタデザイン研究所所属[3]。
- 2022年よりソロプロジェクト「画餅（えもち）」を立ち上げた[4]。

吉田 正幸
- よしだ まさゆき。7月26日[2]生まれ。
- 東京都出身[2]。武蔵野美術大学卒。
- おもに出演を担当。法廷画を得意とし新聞社に提供するほか、アニメ作品の脚本も手掛ける[2]。背が一番高い。

小出 圭祐
- こいで けいすけ。8月10日[2]生まれ。
- 愛知県出身[2]。武蔵野美術大学卒。
- おもに出演を担当。「テニスコートフォルト1」では作・演出を単独担当。アニメ作品へのシナリオ提供、テレビ番組へのイラスト提供も行う[2]。俳優の小出恵介とは読みが一緒の別人。

## 略歴
武蔵野美術大学在学中にテニスコートを結成。予備校時代に神谷と吉田が出会いネタ見せのようなことをしており、大学に入り小出に誘われ、小演劇を観に行ったのがきっかけとしている。2002年、神谷と小出の作・演出により武蔵野美術大学課外センター展示室で「2、3歩ほど歩いて突然吐きました。」を公演。これを単独ライブ「テニスコートコミック1」として定期公演を開始。第2作以降は作・演出が吉田正幸を加えた「テニスコート」名義となった。
2004年、テニスコートコミック４「虎対虎ほぼ互角」からは学内を飛び出し、中野テルプシコールへ進出。出演者もテニスコートに学友の山口智子（山口ともこ）のみを加えた編成に。以後、山口は「4人目のメンバー」と言われるレギュラーメンバーとなる。
2011年、「クライングモーガンフリーマン」からは作劇にコント作家でトリコロールケーキ演出家の今田健太郎が加わり、その後「5人目のメンバー」と言われるようになる。
2016年2月、東京・ユーロライブにて開催される「テアトロコント vol.5」に出演。以後、定期的に出演を行う。10月1日、東京体育館で行われた「いとうせいこうフェス」に出演。10月8日、コントの再提出を掲げ、東京・吉祥寺STAR PINE'S CAFEにて「ウィンブルドン」を上演した。
2019年5月、吉本興業所属のお笑いコンビ・やさしいズとユニットライブを開催。
2019年7月スタートのテレビドラマ『びしょ濡れ探偵 水野羽衣』では脚本を担当。

## 方向性
メンバーそれぞれはお笑いタレントではなく、役者でもないとしている。全員で方向性をすり合わせたことはないが、どちらかといえば演劇方向と答えており、メンバーの吉田は「僕は俳優として呼ばれたら、全力で。全力でやります」と答えている。ガラパゴス的な立ち位置は同じ美大出身の「ラーメンズ」とも比較される。
テニスコート名義でのコラムに関してはコントの作り方同様、メンバー3人でアイディアを出し合い執筆している。

## 作品

### 単独ライブ
- 「2、3歩ほど歩いて突然吐きました。」（2002年10月25日 - 28日、武蔵野美術大学課外センター1階展示室）
- 「世界を救うために集められたおまんじゅうを食べよう」（2003年4月23日 - 26日　武蔵野美術大課外センター2階特設小劇場）
- 「闘う。できるだけ闘う」（2003年10月31日 - 11月3日、武蔵野美術大学課外センター1階特設劇場）
- 「虎対虎ほぼ互角」（2004年9月25日 - 26日、中野テルプシコール）
- 「カールルイス」（2005年6月24日 - 26日、西荻WENZスタジオ）
- 「ピロティに集合す」（2006年5月3日 - 7日、阿佐ヶ谷シアターシャイン）
- 「サムシングトゥドリンク（なんつうか）俺っぽい雰囲気」（2006年11月30日 - 12月3日、池袋シアターグリーン）
- 「やわらかくって使い易い」（2007年5月2日 - 6日、高円寺・明石スタジオ）
- 「じゃあカリフォルニアのCで」（2007年11月23日 - 25日、恵比寿・エコー劇場）
- 「防水と塗装」（2009年4月30日 - 5月4日、theatre iwato ）
- 「見テ。ニューボール」（2010年8月26日 - 29日、川崎市アートセンター・アルテリオ小劇場 ）
- 「り・ぼん」（2012年08月10 - 13日、こまばアゴラ劇場）
- 「おふざけマンドリルとお調子モンブラン」（2013年10月30 - 11月4日、東京・江東区清澄白河grill gallery）
- 「し（しわしわ）わ」（2014年7月09日 - 13日、3331アーツ千代田）
- 「最高に盛り上がるイエイ」（2016年5月27日 - 29日、プーク人形劇場）
- 「水をたくさん飲んできたので結構」（2017年11月16日 - 19日、ユーロライブ）[12]
- 「浮遊牛」（2018年6月21日 - 24日、ユーロライブ）[13]
- 「パリドライビングスクール」（2019年1月24日 - 27日、ユーロライブ）
- テアトロコント special『出汁が出る出る』[14]（2019年11月20日 - 24日、ユーロライブ）[15]
- 「かに道楽エビ全滅」（2021年6月18日、19日、ユーロライブ）[16]
- テアトロコントspecial「寸劇の庭」（2024年11月20日 - 24日、ユーロライブ）[17]

### 発表会
- テニスコートの研究発表会『だって耳が遠いんだもん3D』（2015年10月2日 - 3日、吉祥寺・アートセンター・オンゴーイング）

### テレビ
- みんなのうた「つもりヤモリ」（NHK、2015年4月-5月）– 映像ディレクター（神谷のみ）[18]
- 「シャキーン!」（NHK、2017年1月16日 – 19日、4月19日 – 27日）– 構成。1月16日は出演も兼任。4月19日に神谷、25日に小出、27日に吉田が出演。2018年より一部脚本を担当。
- 「また来てマチ子の、恋はもうたくさんよ」（2018年1月、tvk、GYAO）オープニング監督（神谷のみ）
- 「インベスターZ」（2018年、テレビ東京）オープニング、劇中イラスト（神谷のみ）
- ドラマパラビ「びしょ濡れ探偵 水野羽衣」（2019年7月 - 9月） - 脚本（4話を小出、6話を吉田、8、10話を神谷）、オープニング監督（神谷）、出演（6話に神谷、10話に吉田、小出、山口）

### MV
- 「ハッピーエンドマジック」MAGiC BOYZ（2018年） - 監督（神谷のみ）

## 出演

### CM
- 森永乳業「MOW」高橋店長、愛を伝える編（2018年3月） -  神谷のみ
- 明治「ありがとうオリゴ糖ダンス」60秒オリゴスマートミルクチョコレート編  -  神谷のみ

### イベント
- 立川流あたらしい会シーズン2（2018年7月29日、お江戸日本橋亭）

### ラジオ
- RBCiラジオ『レ・ロマネスクTOBIのめんそ～レレレ！』（2020年5月19日） -  ゲスト：神谷のみ

### 配信
- ソーシャルディスタンスBAR諸行無常[19]（第3回目より） -  神谷のみ

### テレビドラマ
- デザイナー 渋井直人の休日（2019年3月29日、テレビ東京）[20]
- いだてん〜東京オリムピック噺〜（2019年、NHK）小出のみ[21]
- 恋する母たち 第5話（2020年11月20日、TBS）神谷のみ[22]
- 俺の家の話 第4話（2021年2月12日、TBS）– ラーメン店長 役、神谷のみ[23]
- 天国と地獄〜サイコな2人〜 第6話（2021年2月21日、TBS）神谷のみ[22]
- 大河ドラマ 青天を衝け 第5話（2021年3月14日、NHK）– 修験者 役[20]
- 新!少年探偵団『妖怪博士』（2021年3月25日放送、NHK BSプレミアム）[20]
- ザ・モキュメンタリーズ〜カメラがとらえた架空世界〜 ＃８「仮想俳優」（2021年4月26日、WOWOWオンデマンド / 2021年5月31日、WOWOWプライム）- 下田敦史 役　神谷のみ[22]
- お耳に合いましたら。 第6話（2021年8月20日、テレビ東京）– 酒巻コータロー 役 神谷のみ[22]
- 最愛（2021年11月5日、TBS）神谷のみ[22]
- 准教授・高槻彰良の推察 Season2 第6話 -（2021年11月14日 -、WOWOW） - 宮田刑事 役（神谷のみ）[22]、役名不明（吉田）[24]
- あけましておめでとうTV season2 ＃1「ビール瓶のフタ」編（2022年1月1日、NHK総合）神谷のみ[22]
- 真夜中にハロー! 第10話（2022年3月18日、テレビ東京）吉田[24]
- 村井の恋（2022年4月6日 - 5月25日、TBS）- 武将 役（神谷のみ）[22]
- カナカナ 第21話（2022年6月21日、NHK総合）神谷のみ[22]
- 拾われた男 LOST MAN FOUND 第3話（2022年7月10日、NHK BSプライム・ディズニープラス）- 男優 役 神谷のみ[22]
- 石子と羽男-そんなコトで訴えます?- 第2話（2022年7月22日、TBS）- 近藤 役 神谷のみ[22]
- かりあげクン（2023年1月7日 - 3月25日、BS松竹東急） 神谷のみ[25]
- 春になったら（2024年1月15日 - 3月25日、カンテレ・フジテレビ）- アプローチ佐々木 役（吉田）、シャトル田口 役（神谷）[26]
- 法廷のドラゴン 第2話（2025年1月24日、テレビ東京） - 河本康治 役[27]（神谷）
- シリーズ・横溝正史短編集Ⅳ「金田一耕助、悔やむ」（NHK BSプレミアム4K、NHK BS）　『鏡の中の女』（2025年5月8日） - 三鷹駅員 役（吉田）、タクシー運転手 役（小出）、ホテルのボーイ 役（神谷）

### バラエティ
- ごちそんぐDJ「パリパリおむすび」（2019年10月12日、NHK Eテレ）[22][28]

### 舞台
- 世界は笑う（2022年8月7日 - 28日、Bunkamura シアターコクーン / 9月3日 - 6日、京都劇場、作・演出：ケラリーノ・サンドロヴィッチ） - 神谷のみ[29]
- ホテル・アムール（2024年9月26日 - 30日、浅草九劇） - 神谷のみ[30]
- 神谷圭介と石山蓮華〈偏愛〉（2025年7月19日・20日〈予定〉、アプレ神楽坂スタジオ） - 神谷のみ[31]

### 映画
- 4つの出鱈目と幽霊について（2023年12月1日公開予定） 神谷のみ[32]

## 執筆

### 単行本
- 「おとなのおりがみ」（2006年3月1日、山と渓谷社）– 作・アル中masa、装丁・イラストレーション・コメント・神谷圭介
- 「おとなのおりがみ 2」（2007年11月22日、山と渓谷社）– 作・アル中masa、イラスト・神谷圭介
- 「生き物の持ち方大全―プロが教える持つお作法」（2007年7月1日、山と渓谷社）– 企画・写真・持ち方指南・松橋利光、イラスト・デザイン・文・神谷圭介
- 「あたらしいみかんのむきかた」（2010年11月16日、小学館）– 作・岡田好弘、絵・文・神谷圭介
- 「あたらしいみかんのむきかた 2」（2011年10月26日、小学館）– 作・岡田好弘、絵・文・神谷圭介
- 「はじめてのトリック野郎」（2012年10月19日、ポプラ社）トリック監修・内田伸哉、絵・文・神谷圭介

### 雑誌
- 「冥途の土産に教えてほしい」（六耀社「球体」1号 - ）– テニスコート＋今田健太郎名義
- 「だって耳が遠いだもん」（毎日新聞社「月刊Newsがわかる」2011年 - ）
- 「耳とお学園生徒手帳」（毎日新聞社「月刊Newsがわかる」2018年3月号付録冊子）

### 脚本
- ドラマ「庭には二羽」（2022年4月28日・29日、YouTube）- 作・神谷圭介[33]
- ドラマ「飯を喰らひて華と告ぐ」（2024年7月9日 - 9月24日、TOKYO MX）- 脚本・神谷圭介